# مکبث (فیلم ۱۹۴۸)
مکبث (انگلیسی: Macbeth) فیلمی به کارگردانی اورسن ولز است که در سال ۱۹۴۸ منتشر شد.

## بازیگران
- جانت نولان
- دن اوهرلیهی
- رادی مک‌داول
- اورسن ولز
- آلن نیپی‌یر
- ارسکین سنفرد
- کین کورتیز
- لایونل براهام